# Come Back to Me (canción de Utada)
Come Back To Me es el primer sencillo que Utada ha lanzado para poder promocionar su segundo álbum en inglés en USA que saldrá a la venta en marzo . El álbum se llamará This is the One. 
La canción es una balada con toques de R&B.
Se podrá escuchar oficialmente en las radios americanas el 10 de febrero de 2009, aunque las radios urbanas dispondrán del mismo un día antes. Fue lanzada al público a través de internet el 6 de enero de 2009.